# جو موير
جو موير (بالإنجليزية: Joe Muir)‏ هو لاعب كرة قاعدة أمريكي، ولد في 26 نوفمبر 1922 في Oriole, Maryland ‏ في الولايات المتحدة، وتوفي في 25 يونيو 1980 في بالتيمور في الولايات المتحدة.

## وصلات خارجية
- جو موير على موقع دوري كرة القاعدة الرئيسي (الإنجليزية)
- جو موير على موقعبيزبول رفرنس.كوم (الدوري الرئيسي) (الإنجليزية)
- جو موير على موقعبيزبول رفرنس.كوم (الدوري الثانوي) (الإنجليزية)